# Greg Aldering
| (9004) Peekaydee  | 22. Oktober 1982 |
| (17398) 1982 UR2  | 20. Oktober 1982 |
| (19951) 1982 UW2  | 20. Oktober 1982 |
| (100001) 1982 UC3 | 20. Oktober 1982 |

Gregory Scott Aldering (* 1962) oder in Kurzform Greg Aldering ist ein US-amerikanischer Astronom und Asteroidenentdecker.
Er ist Mitarbeiter des Supernova Cosmology Project und entdeckte im Jahre 1982 am Kitt-Peak-Nationalobservatorium in Arizona insgesamt vier Asteroiden. Er arbeitet derzeit am Lawrence Livermore National Laboratory der University of California an der Bestimmung von kosmologischen Parametern mit Hilfe von Supernovae.
Der Asteroid (26533) Aldering wurde am 22. Juli 2013 nach ihm benannt.